# جذفم كوفيري
جذفم كوفيري (الاسم العلمي: Rhizostoma cuvieri) هو نوع من الحيوانات يتبع جنس الجذفم من الفصيلة الجذفمية.